# Combai (razza canina)
Il Combai o Kombai è una razza di cane originaria della regione del Tamil Nadu in India.

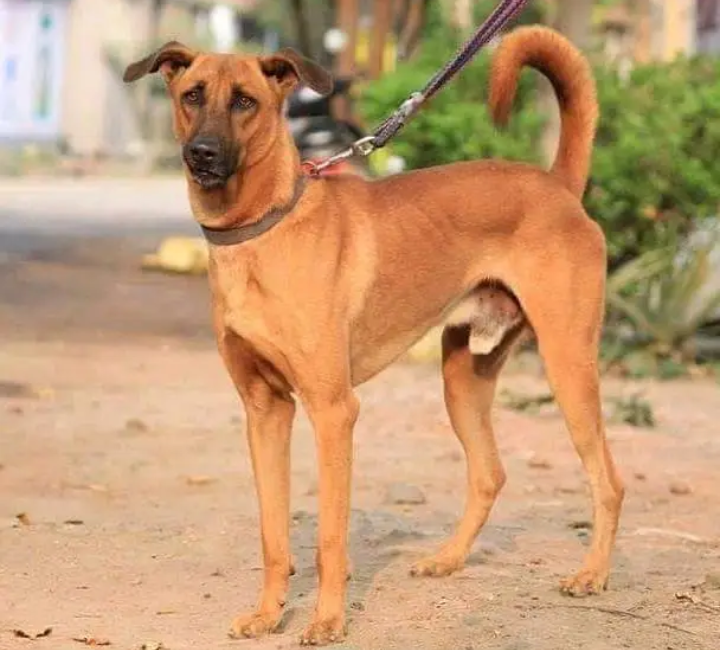

## Storia
Il Combai è un'antichissima razza di cane, utilizzato nella caccia fin dall'antichità. Il Combai è stato utilizzato per la caccia al cinghiale, ai bisonti e ai cervi. Una volta disponibili in gran numero in tutta l'India meridionale, il Combai è ora limitato ad alcune parti del Tamil Nadu. La vecchia stirpe Combai è diventata ancora più rara. È spesso scambiato come combinazione di altre razze a causa del suo aspetto.

## Descrizione

### Aspetto

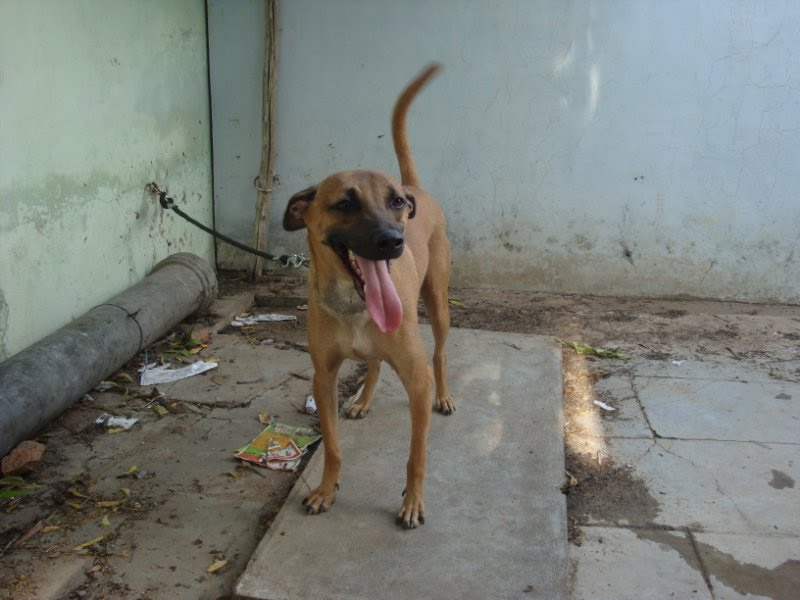
Kombai dog

Il Combai è di solito marrone chiaro o marrone rosso con una faccia nera. Alcuni esemplari, come il Rhodesian Ridgeback hanno una cresta di pelo lungo la schiena o forse più semplicemente non una cresta ma una linea scura lungo la schiena.
Le principali differenze tra il Rajapalayam e il Combai sono che il Combai ha mascelle più potenti, spesso con una bocca nera, le orecchie molto più pendenti, un temperamento più selvaggio, e la tendenza ad essere molto più attivo rispetto al Rajapalayam. È anche leggermente più corto del Rajapalayam, ma appare più pesante a causa della sua costituzione massiccia. La pelliccia risulta di facile manutenzione, e sono meno inclini a malattie o difetti della pelle, infezioni fungine e infestazione da parassiti.

### Temperamento
Come cane da guardia, il Combai è superiore al Rajapalayam. Il Combai viene utilizzato per la caccia e la guardia. Al giorno d'oggi, sono per lo più utilizzati come cani da guardia in case coloniche. Anni fa venivano usati per proteggere il bestiame da tigri e leopardi. 
In circostanze difficili, possono combattere gli intrusi (sia esseri umani che animali) fino alla morte, infatti,viene anche chiamato il Rottweiler indiano.